# Synegia luteolata
Synegia luteolata är en fjärilsart som beskrevs av Pieter Cornelius Tobias Snellen 1880. Synegia luteolata ingår i släktet Synegia och familjen mätare. Inga underarter finns listade i Catalogue of Life.